# Crush (Bon Jovi)
Crush è il settimo album in studio del gruppo musicale statunitense Bon Jovi, pubblicato il 13 giugno 2000 dalla Island Records. Divenne il quinto album consecutivo del gruppo a piazzarsi al primo posto della Official Albums Chart nel Regno Unito. In totale, il disco arrivò a vendere oltre 15 milioni di copie nel mondo, e permise alla band di farsi conoscere anche da un pubblico più giovane, creando una loro nuova generazione di fan. L'album fece guadagnare ai Bon Jovi la loro prima nomination di sempre ai Grammy Awards, in qualità di Miglior album rock all'edizione del 2001, arrivando alla fine a piazzarsi al secondo posto dietro Supernatural di Carlos Santana.
Da Crush furono estratti tre singoli: It's My Life, Say It Isn't So e Thank You for Loving Me.

## Descrizione
Per le registrazioni del nuovo disco si pensò inizialmente a un team di produttori composto da Bob Rock e Bruce Fairbairn,
dal momento che entrambi avevano già collaborato in passato con il gruppo e, quindi, li conoscevano molto bene. La prematura morte di Fairbairn (che morì nel 1999) fece, però, saltare tutti i piani previsti inizialmente, e i Bon Jovi si videro costretti a cercare un nuovo produttore. La scelta finale cadde su Luke Ebbin, che iniziò a lavorare con la band verso l'inizio del 2000.
Le sessioni di registrazione dell'album, che si svolsero presso i Sanctuary II Studio (New Jersey), furono piuttosto semplici e veloci, anche se diversi problemi creò il nome del disco; tanti furono infatti i cosiddetti "titoli provvisori", pensati dal gruppo per il suo nuovo lavoro, tra cui per esempio Sex Sells, ma alla fine si preferì optare per Crush. Tra i molti nomi pensati per il CD ci fu però quello di One Wild Night, che poi fu dato alla penultima traccia del disco, al relativo tour, e al successivo album live pubblicato l'anno successivo.

## Promozione
Il primo singolo estratto da Crush, It's My Life, è tra le più famose canzoni dei Bon Jovi ed è risultata essere la terza hit più venduta al mondo durante il 2000.
Per promuovere l'album, il gruppo intraprese il Crush Tour, partito il 12 luglio 2000 dal Tokyo Dome di Tokyo, e conclusosi il 3 dicembre dello stesso anno al Great Western Forum di Inglewood.

## Accoglienza
| Recensione    | Giudizio |
| ------------- | -------- |
| AllMusic      |          |
| Rolling Stone |          |

Dopo la sua uscita, Crush fu per lo più ben accolto dalla critica, ma non da parte dei vecchi fan della band, che si aspettavano maggiormente un uso dei toni più seri e introspettivi, come quelli utilizzati nei due album precedenti del gruppo, Keep the Faith e These Days.

## Tracce
1. It's My Life – 3:44 (Jon Bon Jovi, Richie Sambora, Max Martin)
2. Say It Isn't So – 3:33 (Bon Jovi, Billy Falcon)
3. Thank You for Loving Me – 5:09 (Bon Jovi, Sambora)
4. Two Story Town – 5:13 (Bon Jovi, Sambora, Mark Hudson)
5. Next 100 Years – 6:18 (Bon Jovi, Sambora)
6. Just Older – 4:29 (Bon Jovi, Falcon)
7. Mystery Train – 5:16 (Bon Jovi, Falcon)
8. Save The World – 5:32 (Bon Jovi)
9. Captain Crash & The Beauty Queen from Mars – 4:31 (Bon Jovi, Sambora)
10. She's a Mystery – 5:18 (Bon Jovi, Peter Stuart, Greg Wells)
11. I Got the Girl – 4:37 (Bon Jovi)
12. One Wild Night – 4:18 (Bon Jovi, Sambora, Desmond Child)

Traccia bonus per la versione internazionale
1. I Could Make a Living Out of Loving You (Demo) – 4:40 – il brano fu pubblicato in diverse nazioni tra cui l'Italia, l'Australia e il Giappone, ma non nel Nord America

Traccia bonus per le versioni australiana e giapponese
1. Neurotica – 4:45

### CD Bonus dell'edizione speciale giapponese
- I seguenti brani sono stati tutti registrati dal vivo a Osaka in Giappone.

1. Runaway – 5:41 (Jon Bon Jovi, George Karak)
2. Mystery Train – 5:32 (Bon Jovi, Billy Falcon)
3. Rockin' in the Free World – 5:45 (Neil Young)
4. Just Older – 5:17 (Bon Jovi, Falcon)
5. It's My Life – 3:50 (Bon Jovi, Richie Sambora, Max Martin)
6. Someday I'll Be Saturday Night – 8:31 (Bon Jovi, Sambora, Desmond Child)

## Formazione

### Bon Jovi
- Jon Bon Jovi – voce, chitarra, acustica, songwriting, produzione
- Richie Sambora – chitarra solista, talkbox, cori, voce, songwriting, produzione
- David Bryan – tastiere, cori
- Tico Torres – batteria, percussioni

### Altro personale
- Luke Ebbin – produzione
- Hugh McDonald – basso
- Max Martin – songwriting
- Billy Falcon – songwriting
- Mark Hudson – songwriting
- Peter Stuart – songwriting
- Greg Wells – songwriting
- Desmond Child – songwriting
- Michael Dearchin – cori
- Melissa Russo – cori
- Meredith Russo – cori

## Successo commerciale
Crush ha esordito al 9º posto della Billboard 200 con 115 000 copie vendute, segnando il loro quarto ingresso nella top 10 della classifica statunitense. L'album è rimasto 51 settimane in classifica ed è certificato due dischi di platino.
Crush ha avuto un enorme successo in Europa, raggiungendo la prima posizione in varie nazioni tra cui Austria, Germania, Italia, Paesi Bassi, Regno Unito e Svizzera.

## Classifiche

### Classifiche settimanali
| Classifica (2000) | Posizione massima |
| ----------------- | ----------------- |
| Argentina         | 3                 |
| Australia         | 1                 |
| Austria           | 1                 |
| Belgio (Fiandre)  | 1                 |
| Belgio (Vallonia) | 4                 |
| Canada            | 4                 |
| Danimarca         | 3                 |
| Europa            | 1                 |
| Finlandia         | 1                 |
| Francia           | 6                 |
| Germania          | 1                 |
| Giappone          | 2                 |
| Irlanda           | 3                 |
| Italia            | 1                 |
| Norvegia          | 4                 |
| Nuova Zelanda     | 23                |
| Paesi Bassi       | 1                 |
| Portogallo        | 3                 |
| Regno Unito       | 1                 |
| Spagna            | 2                 |
| Stati Uniti       | 9                 |
| Svezia            | 2                 |
| Svizzera          | 1                 |
| Ungheria          | 3                 |

### Classifiche di fine anno
| Classifica (2000) | Posizione |
| ----------------- | --------- |
| Australia         | 27        |
| Austria           | 3         |
| Belgio (Fiandre)  | 6         |
| Belgio (Vallonia) | 31        |
| Germania          | 2         |
| Giappone          | 36        |
| Italia            | 18        |
| Paesi Bassi       | 15        |
| Regno Unito       | 38        |
| Stati Uniti       | 83        |
| Svezia            | 48        |
| Svizzera          | 2         |
| Classifica (2001) | Posizione |
| Stati Uniti       | 113       |